# فرانك بي. ماكلاين
فرانك بي. ماكلاين (بالإنجليزية: Frank B. McClain)‏ هو سياسي أمريكي، ولد في 14 أبريل 1864 في الولايات المتحدة، وتوفي في 11 أكتوبر 1925. حزبياً، نشط في الحزب الجمهوري. وقد انتخب List of speakers of the Pennsylvania House of Representatives ‏ وانتخب عضو مجلس نواب بنسيلفانيا.